# Eleutherococcus simonii
Eleutherococcus simonii är en araliaväxtart som först beskrevs av Simon-louis och Pierre Mouillefert, och fick sitt nu gällande namn av Hesse. Eleutherococcus simonii ingår i släktet Eleutherococcus och familjen Araliaceae.

## Underarter
Arten delas in i följande underarter:
- E. s. longipedicellatus
- E. s. simonii